# Viaggio nel cosmo
Viaggio nel cosmo è stata una serie documentaristica televisiva, ideata da Piero e Alberto Angela e condotta da Piero nel 1998, dedicata all'esplorazione dell'Universo.

## Tecnica espositiva
La serie, in sette puntate trasmesse settimanalmente dal 9 gennaio fino al 20 febbraio 1998, si pone come obiettivo quello di informare gli spettatori sui vari aspetti che caratterizzano il cosmo. Piero Angela utilizzava per questo scopo lo stesso modello già impiegato per l'esplorazione del corpo umano (La macchina meravigliosa) e dei grandi rettili del passato (Il pianeta dei dinosauri), ovvero quello di collegarsi "in diretta" nello spazio con un inviato immaginario (in realtà Angela stesso) per visitare i vari luoghi dell'universo con una navicella spaziale, chiamata Noos (che in greco antico vuol dire "pensiero"). Un secondo inviato, Alberto Angela, veniva consultato per approfondire alcuni temi sviluppati durante il corso delle puntate, inoltre si recava in vari luoghi di ricerca, come telescopi o acceleratori di particelle, per mostrare come si possono effettuare nuove scoperte. A metà e al termine della visione di questi filmati era presente un dibattito in studio, presso la Tribuna di Galileo presente al Museo de "La Specola" a Firenze, dove il pubblico aveva la possibilità di effettuare domande agli scienziati presenti (come Margherita Hack e Franco Pacini) e si svolgevano alcuni esperimenti, realizzati da Paco Lanciano, per comprendere meglio dal punto di vista pratico i temi più complicati.

## Tecniche di realizzazione
Per rendere il più verosimile possibile i vari filmati è stato fatto ampio uso di tecniche di computer grafica e di modellini per dare l'impressione che l'astronave utilizzata per il viaggio si trovasse realmente nei luoghi esplorati. Per dare l'idea dell'assenza di gravità i vari attori sono stati collegati ad una particolare imbracatura meccanica che permetteva di stare sospesi in aria per effettuare le riprese.

## Le puntate
I vari argomenti affrontati nelle diverse puntate sono stati:
- Atterraggio sulla Luna, visita su Venere, visita e discesa all'interno del Sole (9 gennaio)
- Esplorazione di Marte e della luna Fobos, incontro con un asteroide, sorvolo di Giove e Io (16 gennaio)
- Visita di Saturno, Titano, Urano, Nettuno e la Nube di Oort (23 gennaio)
- Viaggio verso l'esterno del sistema solare (30 gennaio)
- Visita ai mostri del cielo, ovvero supernove, pulsar, quasar e buchi neri (6 febbraio)
- L'uomo nello spazio e possibilità d'adattamento (13 febbraio)
- La vita nello spazio (20 febbraio)